# Троїцьке (Грязовецький район)
Тро́їцьке (рос. Троицкое) — присілок у складі Грязовецького району Вологодської області, Росія. Входить до складу Юровського сільського поселення.

## Населення
Населення — 9 осіб (2010; 21 у 2002).
Національний склад (станом на 2002 рік):
- росіяни — 100 %